# 15671 Suzannedebarbat
15671 Suzannedebarbat este o planetă minoră (asteroid), cu un diametru de 16,854 km, din centura de asteroizi. A fost descoperită pe 12 martie 1977 la Kiso Observatory⁠(d) de Kiichirō Furukawa⁠(d) și a fost numită după Suzanne Débarbat⁠(d). 
Obiectul prezintă o orbită caracterizată de o semiaxă mare de 3,9561707 UAi, o excentricitate de 0,11, o înclinație de 7,21023 ° în raport cu ecliptica.